# Центральный городской стадион (Ленкорань)
Центральный городской стадион (азерб. Xəzər Lənkəran mərkəzi stadionu) — главный стадион Ленкорани. Домашняя арена сборной Азербайджана а также футбольного клуба азербайджанской премьер-лиги «Хазар-Ленкорань». Открыт в 2006 году.

## История
Официальное открытие футбольного стадиона, соответствующего стандартам и требованиям УЕФА, состоялось 11 августа 2006 года, в рамках официального визита в регион президента Азербайджанской Республики Ильхама Алиева, перед матчем второго тура XV чемпионата Азербайджана по футболу между командами «Хазар-Ленкорань» и «Нефтчи» (Баку). Строительство стадиона обошлось его президенту, известному азербайджанскому бизнесмену Мубаризу Масимову, владельцу корпорации «Palmali», в более чем 15 миллионов долларов США. Директор стадиона — Ходжат Гаджиев.

## Интересные факты

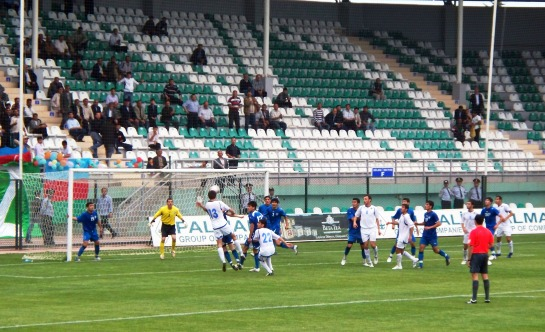
Эпизод товарищеской игры между молодёжной сборной Азербайджана и юношеской сборной Узбекистана. 20 мая 2009 года, Ленкорань.

- 20 мая 2009 года на данном стадионе прошла товарищеская встреча молодёжной сборной Азербайджана с юношеской сборной Узбекистана U20[3].
- 5 сентября 2009 года в рамках отборочного тура чемпионата мира 2010 года сборная Азербайджана на этом стадионе играла со сборной Финляндии.